# Byglands kommun
Byglands kommun (norska: Bygland kommune) är en kommun i Agder fylke i södra Norge. Kommunens centralort är tätorten Bygland. Största delen av kommunens yta ligger på över 700 meters höjd över havet.
Byglandsfjorden är den största sjön i kommunen.
Kommunen har tidigare tillhört dåvarande Aust-Agder fylke.

## Administrativ historik
Byglands kommun upprättades den 1 januari 1838 (som Bygland formannskapsdistrikt) när Formannskapslovene från 1837 trädde i kraft. Kommunens gränser har förblivit oförändrade sedan dess.

## Tätorter
I Byglands kommun finns två tätorter:
- Bygland (centralort)
- Byglandsfjord

## Socknar
Inom Norska kyrkan motsvaras Byglands kommun av Bygland og Årdals socken i Otredals prosteri i Agder og Telemarks stift.